# Llista de golejadores de la Golden Cup femenina 2009
Aquesta és una llista dels noms de les jugadores, la selecció afiliada i el nombre de gols anotats durant la Golden Cup femenina 2009, competició esportiva femenina d'hoquei sobre patins que es disputà a entre el 19 i el 21 de juny de 2009 al Pavelló d'Esports de Blanes (la Selva). Posteriorment, es desgranaran les anotacions en funció de la selecció a la qual pertanyien per poder veure contra quins rivals anotaren.
| Jugadora              | Selecció  | Gols |
| --------------------- | --------- | ---- |
| Sandra Drouhet        | França    | 7    |
| Beata Geismann        | Alemanya  | 6    |
| Adeline Leborgne      | França    | 4    |
| Iolanda Font          | Catalunya | 3    |
| Ester Artigas         | Blanes HC | 2    |
| Cristina Barceló      | Catalunya | 2    |
| Emma Corominas        | Catalunya | 2    |
| Odette García         | Blanes HC | 2    |
| Anna Gil              | Catalunya | 2    |
| Cindy Laurent         | França    | 2    |
| Nicole Paczia         | Alemanya  | 2    |
| Blanca Soldevila      | Catalunya | 2    |
| Jana Verdura          | Blanes HC | 2    |
| Maria Díez            | Catalunya | 1    |
| Simone Firll          | Alemanya  | 1    |
| Malvina Fort          | França    | 1    |
| Maria Majó            | Catalunya | 1    |
| Anne-Marie Sesterhenn | Alemanya  | 1    |
| Paula Torner          | Catalunya | 1    |

| Alemanya              |       |     |     |     |
| Jugadora              | Total | BLA | FRA | CAT |
| --------------------- | ----- | --- | --- | --- |
| Carolin Reinert       | -     | -   | -   | -   |
| Nicole Paczia         | 2     | 1   | 1   | -   |
| Gina Behnke           | -     | -   | -   | -   |
| Jenny Delgado         | -     | -   | -   | -   |
| Anne-Marie Sesterhenn | 1     | 1   | -   | -   |
| Laura La Rocca        | -     | -   | -   | -   |
| Josy Strunden         | -     | -   | -   | -   |
| Beata Geismann        | 6     | 4   | 1   | 1   |
| Simone Firll          | 1     | 1   | -   | -   |
| Christina Klein       | -     | -   | -   | -   |
| TOTAL                 | 10    | 7   | 2   | 1   |

| Blanes HC       |       |     |     |     |
| Jugadora        | Total | ALE | CAT | FRA |
| --------------- | ----- | --- | --- | --- |
| Virgínia Díaz   | -     | -   | -   | -   |
| Noemí Dulsat    | -     | -   | -   | -   |
| Odette García   | 2     | 1   | 1   | -   |
| Anna Armero     | -     | -   | -   | -   |
| Jana Verdura    | 2     | 1   | 1   | -   |
| Judith Barranco | -     | -   | -   | -   |
| Marina Serra    | -     | -   | -   | -   |
| Paula Segura    | -     | -   | -   | -   |
| Ester Artigas   | 2     | -   | -   | 2   |
| Patricia Suárez | -     | -   | -   | -   |
| Meritxell Rubio | -     | -   | -   | -   |
| TOTAL           | 6     | 2   | 2   | 2   |

| Catalunya            |       |     |     |     |
| Jugadora             | Total | FRA | BLA | ALE |
| -------------------- | ----- | --- | --- | --- |
| Laia Vives           | -     | -   | -   | -   |
| Maria Díez           | 1     | -   | 1   | -   |
| Maria Majó           | 1     | -   | 1   | -   |
| Emma Corominas       | 2     | 1   | -   | 1   |
| Cristina Barceló     | 2     | 2   | -   | -   |
| Anna Gil             | 2     | -   | 1   | 1   |
| Paula Torner         | 1     | -   | -   | 1   |
| Marta Monpart        | -     | -   | -   | -   |
| Maria Rosa Tamburini | -     | -   | -   | -   |
| Iolanda Font         | 3     | 1   | 2   | -   |
| Blanca Soldevila     | 2     | -   | 2   | -   |
| Laia Salicrú         | -     | -   | -   | -   |
| Caterina Ortega      | -     | -   | -   | -   |
| TOTAL                | 14    | 4   | 7   | 3   |

| França               |       |     |     |     |
| Jugadora             | Total | CAT | ALE | BLA |
| -------------------- | ----- | --- | --- | --- |
| Angela Rodriguez     | -     | -   | -   | -   |
| Flora Michoud-Godard | -     | -   | -   | -   |
| Adeline Leborgne     | 4     | 1   | 2   | 1   |
| Sandra Drouhet       | 7     | -   | 2   | 5   |
| Tatiana Malard       | -     | -   | -   | -   |
| Malvina Fort         | 1     | -   | -   | 1   |
| Julie Lafourcade     | -     | -   | -   | -   |
| Emilie Couderc       | -     | -   | -   | -   |
| Cindy Laurent        | 2     | 1   | -   | 1   |
| Louisianne Corbin    | -     | -   | -   | -   |
| TOTAL                | 14    | 2   | 4   | 8   |